# آدام مینارویچ
آدام مینارویچ (انگلیسی: Adam Minarovich؛ زادهٔ ۳۰ ژانویهٔ ۱۹۷۷) یک هنرپیشه، فیلم‌نامه‌نویس و کارگردان فیلم اهل ایالات متحده آمریکا است.
از فیلم‌ها یا برنامه‌های تلویزیونی که وی در آن نقش داشته‌است می‌توان به مردگان متحرک اشاره کرد.